# St. Gertruden (Gemeinde Guttaring)
St. Gertruden ist eine Ortschaft in der Gemeinde Guttaring im Bezirk Sankt Veit an der Glan in Kärnten (Österreich). Die Ortschaft hat 3 Einwohner (Stand 1. Jänner 2024).

## Lage
Die Ortschaft liegt südwestlich des Gemeindehauptorts Guttaring auf dem Gebiet der Katastralgemeinde Hollersberg. Sie umfasst die Messnerkeusche (Haus Nr. 1) unterhalb der Kirche. Bis in die 2010er-Jahre wurden auch einige weitere Höfe, die verstreut westlich und südwestlich von Guttaring an der L82b Althofener Straße liegen, zur Ortschaft gezählt.

## Geschichte

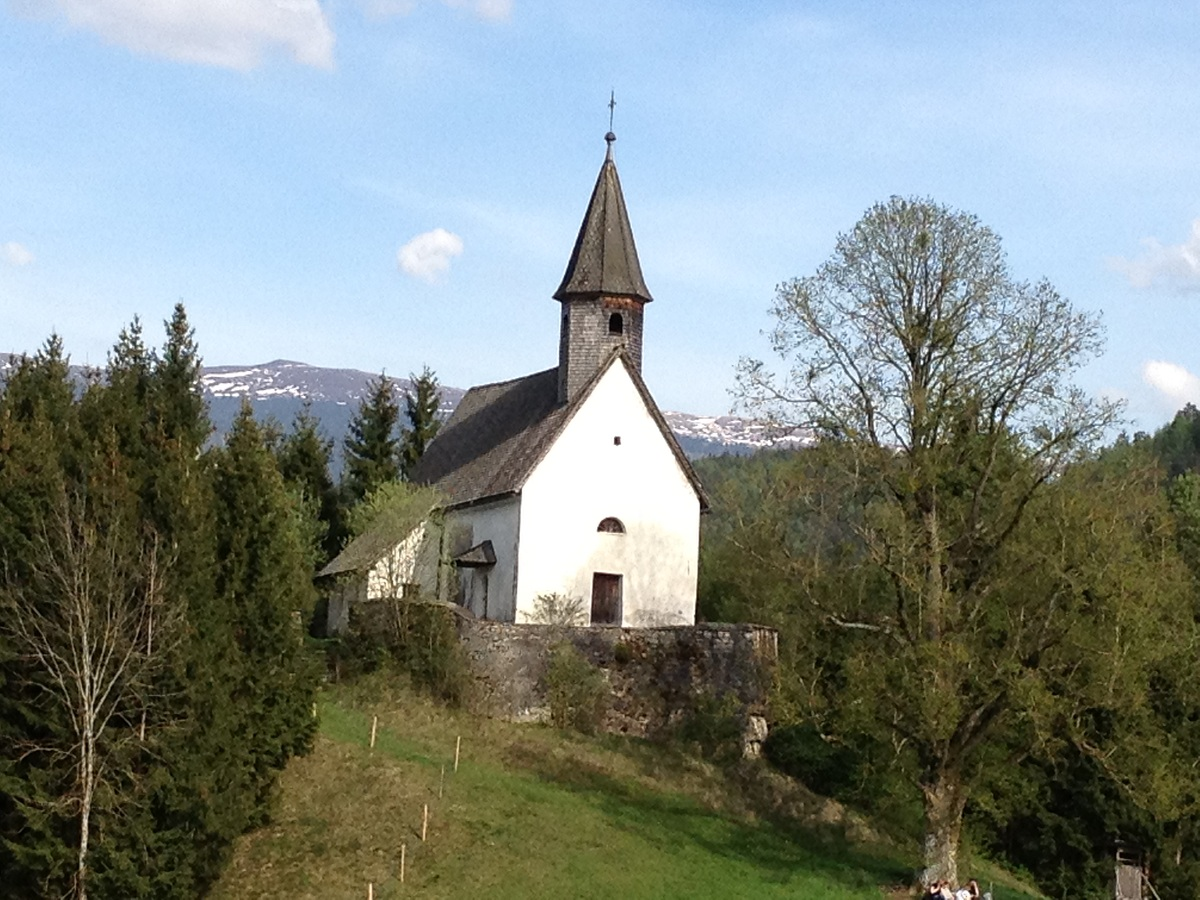
Filialkirche St. Gertraud

Die Ortschaft ist nach der 1325 urkundlich genannten, doch wohl noch älteren Filialkirche St. Gertraud benannt.
Seit Gründung der Ortsgemeinden 1850 gehört der Ort zur Gemeinde Guttaring.

## Bevölkerungsentwicklung
Für die Ortschaft zählte man folgende Einwohnerzahlen:
- 1869: 5 Häuser, 51 Einwohner[2]
- 1880: 5 Häuser, 37 Einwohner[3]
- 1890: 4 Häuser, 24 Einwohner[4]
- 1900: 5 Häuser, 36 Einwohner[5]
- 1910: 5 Häuser, 29 Einwohner[6]
- 1923: 5 Häuser, 26 Einwohner[7]
- 1934: 39 Einwohner[8]
- 1961: 6 Häuser, 31 Einwohner[9]
- 2001: 11 Gebäude (davon 10 mit Hauptwohnsitz) mit 10 Wohnungen; 36 Einwohner und 3 Nebenwohnsitzfälle; 11 Haushalte; 1 Arbeitsstätte, 2 land- und forstwirtschaftliche Betriebe[10]
- 2011: 11 Gebäude, 26 Einwohner, 10 Haushalte, 1 Arbeitsstätte[11]
- 2021: 2 Gebäude, 2 Einwohner, 1 Haushalt, 1 Arbeitsstätte[12]